# Wereldkampioenschap voetbal 2002 (kwalificatie OFC)
Tien teams schreven zich in voor de kwalificatie van het wereldkampioenschap voetbal 2002, de OFC heeft geen vaste plaats op het WK maar moest nog een intercontinentale eindronde spelen met een team van de CONMEBOL. In totaal deden 10 teams mee aan dit kwalificatietoernooi. Van alle leden van de OFC deden alleen Papoea-Nieuw-Guinea en Nieuw-Caledonië niet mee. De overige landen namen wel deel. Het was vooraf niet zeker of een van deze landen zich ook zou plaatsen. De OFC heeft 0.5 plek, wat betekent dat dat er aan het eind nog een wedstrijd tegen een land uit een ander continent gespeeld moet worden. Geen enkel land zou zich uiteindelijk plaatsen.

## Opzet
- Eerste ronde: De 10 teams werden in 2 groepen van 5 verdeeld. De groepswinnaars gaan naar de finale.
- Finaleronde: De 2 teams spelen uit en thuis tegen elkaar , de winnaar gaat naar de intercontinentale eindronde met een team van de CONMEBOL.

## Australië - Amerikaans-Samoa 31 – 0
In de eerste wedstrijd verbeterde Australië het wereldrecord overwinningen in internationale wedstrijden, het won met 22-0 van Tonga. Twee dagen later werd dat record weer verbeterd na een 31-0 overwinning op Amerikaans-Samoa. Van de senioren spelers in het team van Amerikaans-Samoa speelde alleen doelman Nicky Salapu, de andere spelers konden Australië niet binnen komen vanwege paspoortproblemen, de spelers van het jeugdteam waren niet beschikbaar vanwege examens. Daarom stond een team in het veld van gemiddeld 18 jaar, drie spelers waren 15 jaar oud. Ook Australië stelde niet hun sterkste spelers op, hetgeen de recordzege (het was tevens de hoogste uitslag in een wedstrijd ooit) nog opmerkelijker maakte. Archie Thompson scoorde in die wedstrijd 13 goals, tevens een wereldrecord, David Zdrilić scoorde acht treffers, het eena hoogste aantal treffers in één wedstrijd. Er werd zoveel gescoord, dat het scoreboord de tel kwijt was, het gaf een eindstand aan van 32-0, na bestudering van de rapporten werd de uitslag gecorrigeerd naar 31-0. Australië zag wel de nutteloosheid in van dit soort wedstrijden, het riep op om voorronde-wedstrijden in de kwalificatie van de Oceanië-groepen in te voeren tussen de zwakke landen en besloot in 2006 toe te treden tot de Aziatische Zone.
Australië plaatste zich voor de finale-poule met een doelsaldo van 66 voor en nul tegen in vier wedstrijden, tegenstander was Nieuw-Zeeland dat aanzienlijker minder scoorde tegen vergelijkbare tegenstanders: 19 doelpunten. Net als de vorige twee kwalificatie-ronden had Australië geen problemen de "Kiwi's" te verslaan: 2-0 in Auckland, 4-1 in Sydney. De bij Feyenoord Rotterdam voetballende middenvelder Brett Emerton scoorde in deze twee wedstrijden drie doelpunten.

## Eerste ronde
Legenda

### Groep 1
| Pos | Land             | Wed | Win | Gel | Ver | DV | DT | +/- | Pnt |
| --- | ---------------- | --- | --- | --- | --- | -- | -- | --- | --- |
| 1.  | Australië        | 4   | 4   | 0   | 0   | 66 | 0  | +66 | 12  |
| 2.  | Fiji             | 4   | 3   | 0   | 1   | 27 | 4  | +23 | 9   |
| 3.  | Tonga            | 4   | 2   | 0   | 2   | 7  | 30 | –23 | 6   |
| 4.  | Samoa            | 4   | 1   | 0   | 3   | 9  | 18 | –9  | 3   |
| 5.  | Amerikaans-Samoa | 4   | 0   | 0   | 4   | 0  | 57 | –57 | 0   |

|                    |       |               |       | |
| 7 april 2001 16:30 | Samoa | 0 – 1         | Tonga | International Sports Stadium, Coffs Harbour Toeschouwers: 500 Scheidsrechter: Ronan Leaustic (TAH) |
| 7 april 2001 16:30 |       | Taufahema 86' |       | International Sports Stadium, Coffs Harbour Toeschouwers: 500 Scheidsrechter: Ronan Leaustic (TAH) |

|                    |                                                                                                 |        |                  |                                                                                                |
| 7 april 2001 19:00 | Fiji                                                                                            | 13 – 0 | Amerikaans-Samoa | International Sports Stadium, Coffs Harbour Toeschouwers: 500 Scheidsrechter: Derek Rugg (NZL) |
| 7 april 2001 19:00 | Masi 3' (pen.), 12', 53', 54' Lal 23', 24', 28', 39', 45' Mateiwai 31' Nasema 56' Samy 70', 75' |        |                  | International Sports Stadium, Coffs Harbour Toeschouwers: 500 Scheidsrechter: Derek Rugg (NZL) |

|                    |       | |           | |
| 9 april 2001 16:30 | Tonga | 0 – 22 | Australië | International Sports Stadium, Coffs Harbour Toeschouwers: 1.500 Scheidsrechter: Harry Attison (VAN) |
| 9 april 2001 16:30 |       | Chipperfield 3', 83' Mori 13', 23', 40', 58' Aloisi 14', 24', 37', 45', 52', 63' Muscat 18', 30', 54', 82' Popovic 67' Vidmar 74' Zdrilic 78', 90' Thompson 80' Boutsianis 87' |           | International Sports Stadium, Coffs Harbour Toeschouwers: 1.500 Scheidsrechter: Harry Attison (VAN) |

|                    |                  |                                                                                        |       | |
| 9 april 2001 19:00 | Amerikaans-Samoa | 0 – 8                                                                                  | Samoa | International Sports Stadium, Coffs Harbour Toeschouwers: 200 Scheidsrechter: Brian Precious (NZL) |
| 9 april 2001 19:00 |                  | Leututu 8' (e.d.) Gabriel 36' Fa'aiuaso 42', 52', 72', 87' Lemana 58', 60' Michael 63' |       | International Sports Stadium, Coffs Harbour Toeschouwers: 200 Scheidsrechter: Brian Precious (NZL) |

|                     |                   |       |                                                             |                                                                                                   |
| 11 april 2001 16:30 | Samoa             | 1 – 6 | Fiji                                                        | International Sports Stadium, Coffs Harbour Toeschouwers: 400 Scheidsrechter: Henry Attison (VAN) |
| 11 april 2001 16:30 | Lemana 33' (pen.) |       | Mateiwai 5' Masi 21', 41' Tokuma 48' (e.d.) Prasad 84', 86' | International Sports Stadium, Coffs Harbour Toeschouwers: 400 Scheidsrechter: Henry Attison (VAN) |

|                     | |        |                  | |
| 11 april 2001 19:00 | Australië | 31 – 0 | Amerikaans-Samoa | International Sports Stadium, Coffs Harbour Toeschouwers: 3.000 Scheidsrechter: Ronan Leaustic (TAH) |
| 11 april 2001 19:00 | Boutsianis 10', 50', 84' Thompson 12', 23', 27', 29', 32' 37', 42', 45', 56', 60' 65', 85', 88' Zdrilic 13', 21', 25', 33', 58' 66', 78', 89' Vidmar 14', 80' Popovic 17', 19' Colosimo 51', 81' De Amicis 55' |        |                  | International Sports Stadium, Coffs Harbour Toeschouwers: 3.000 Scheidsrechter: Ronan Leaustic (TAH) |

|                     |      |                     |           |                                                                                                  |
| 14 april 2001 16:30 | Fiji | 0 – 2               | Australië | International Sports Stadium, Coffs Harbour Toeschouwers: 5.000 Scheidsrechter: Derek Rugg (NZL) |
| 14 april 2001 16:30 |      | Corica 23' Foxe 81' |           | International Sports Stadium, Coffs Harbour Toeschouwers: 5.000 Scheidsrechter: Derek Rugg (NZL) |

|                     |                  |                                                  |       | |
| 14 april 2001 19:00 | Amerikaans-Samoa | 0 – 5                                            | Tonga | International Sports Stadium, Coffs Harbour Toeschouwers: 1.000 Scheidsrechter: Brian Precious (NZL) |
| 14 april 2001 19:00 |                  | Taufahema 2', 24', 51' Moa 71' (pen.) Fakava 86' |       | International Sports Stadium, Coffs Harbour Toeschouwers: 1.000 Scheidsrechter: Brian Precious (NZL) |

|                     | |        |       | |
| 16 april 2001 16:30 | Australië | 11 – 0 | Samoa | International Sports Stadium, Coffs Harbour Toeschouwers: 2.000 Scheidsrechter: Brian Precious (NZL) |
| 16 april 2001 16:30 | A. Vidmar 5', 50' Zdrillic 28', 57' Foxe 44' Popovic 55', 89' Thompson 75', 88' Chipperfield 76' Bureta 81' (e.d.) |        |       | International Sports Stadium, Coffs Harbour Toeschouwers: 2.000 Scheidsrechter: Brian Precious (NZL) |

|                     |               |       |                                                               | |
| 16 april 2001 19:00 | Tonga         | 1 – 8 | Fiji                                                          | International Sports Stadium, Coffs Harbour Toeschouwers: 1.000 Scheidsrechter: Ronan Leaustic (TAH) |
| 16 april 2001 19:00 | Taufahema 78' |       | Leka 4' Masi 30', 34', 37', 48', 90' Vurukania 56' Nasema 62' | International Sports Stadium, Coffs Harbour Toeschouwers: 1.000 Scheidsrechter: Ronan Leaustic (TAH) |

∗ Deze wedstrijd is met een 31 - 0 de grootste voetbaluitslag ooit.

### Groep 2
| Pos | Land             | Wed | Win | Gel | Ver | DV | DT | +/- | Pnt |
| --- | ---------------- | --- | --- | --- | --- | -- | -- | --- | --- |
| 1.  | Nieuw-Zeeland    | 4   | 4   | 0   | 0   | 19 | 1  | +18 | 12  |
| 2.  | Tahiti           | 4   | 3   | 0   | 1   | 14 | 6  | +8  | 9   |
| 3.  | Salomonseilanden | 4   | 2   | 0   | 2   | 17 | 10 | +7  | 6   |
| 4.  | Vanuatu          | 4   | 1   | 0   | 3   | 11 | 21 | –10 | 3   |
| 5.  | Cookeilanden     | 4   | 0   | 0   | 4   | 2  | 25 | –23 | 0   |

|                   |           |       |                                                         |                                                                                    |
| 4 juni 2001 16:30 | Vanuatu   | 1 – 6 | Tahiti                                                  | North Harbour Stadium, Auckland Toeschouwers: 400 Scheidsrechter: Intaz Shah (FIJ) |
| 4 juni 2001 16:30 | Lauru 56' |       | Senechal 26' Bennett 36', 41', 81' Amaru 52' Tagawa 82' | North Harbour Stadium, Auckland Toeschouwers: 400 Scheidsrechter: Intaz Shah (FIJ) |

|                   |                                                                              |       |              |                                                                                      |
| 4 juni 2001 16:30 | Salomonseilanden                                                             | 9 – 1 | Cookeilanden | North Harbour Stadium, Auckland Toeschouwers: 1.542 Scheidsrechter: Brett Hugo (AUS) |
| 4 juni 2001 16:30 | Suri 14' Daudau 19', 54', 75' Menapi 31', 52', 85' Firisua 84' Konofilla 89' |       | Temiha 4'    | North Harbour Stadium, Auckland Toeschouwers: 1.542 Scheidsrechter: Brett Hugo (AUS) |

|                   |        |                                          |               |                                                                                         |
| 6 juni 2001 16:30 | Tahiti | 0 – 5                                    | Nieuw-Zeeland | North Harbour Stadium, Auckland Toeschouwers: 2.052 Scheidsrechter: Leslie Irvine (NIR) |
| 6 juni 2001 16:30 |        | Coveny 41', 56', 71' Lines 53' Perry 88' |               | North Harbour Stadium, Auckland Toeschouwers: 2.052 Scheidsrechter: Leslie Irvine (NIR) |

|                   |              |       |                                                                     |                                                                                        |
| 6 juni 2001 16:30 | Cookeilanden | 1 – 8 | Vanuatu                                                             | North Harbour Stadium, Auckland Toeschouwers: 600 Scheidsrechter: Matthew Breeze (AUS) |
| 6 juni 2001 16:30 | Pukoku 13'   |       | Ben 4' Lauru 27' Maki 38' Iwai 50', 59', 66' P. Maki 74' Waiwai 82' | North Harbour Stadium, Auckland Toeschouwers: 600 Scheidsrechter: Matthew Breeze (AUS) |

|                   |               |       |                                                                |                                                                                         |
| 8 juni 2001 16:30 | Vanuatu       | 2 – 7 | Salomonseilanden                                               | North Harbour Stadium, Auckland Toeschouwers: 1.674 Scheidsrechter: Edward Lennie (AUS) |
| 8 juni 2001 16:30 | Iwai 18', 48' |       | Wickham 17', 47' Menapi 46', 73' Waita 48' Samani 62' Suri 79' | North Harbour Stadium, Auckland Toeschouwers: 1.674 Scheidsrechter: Edward Lennie (AUS) |

|                   |                 |       |              |                                                                                    |
| 8 juni 2001 16:30 | Nieuw-Zeeland   | 2 – 0 | Cookeilanden | North Harbour Stadium, Auckland Toeschouwers: 500 Scheidsrechter: Brett Hugo (AUS) |
| 8 juni 2001 16:30 | Hickey 64', 66' |       |              | North Harbour Stadium, Auckland Toeschouwers: 500 Scheidsrechter: Brett Hugo (AUS) |

|                    |                  |       |                                              |                                                                                      |
| 11 juni 2001 16:30 | Salomonseilanden | 1 – 5 | Nieuw-Zeeland                                | North Harbour Stadium, Auckland Toeschouwers: 2.500 Scheidsrechter: Intaz Shah (FIJ) |
| 11 juni 2001 16:30 | Suri 85'         |       | Coveny 27', 50' Jackson 32', 55' Urlovic 67' | North Harbour Stadium, Auckland Toeschouwers: 2.500 Scheidsrechter: Intaz Shah (FIJ) |

|                    |              |                                                   |        |                                                                                       |
| 11 juni 2001 16:30 | Cookeilanden | 0 – 6                                             | Tahiti | North Harbour Stadium, Auckland Toeschouwers: 300 Scheidsrechter: Edward Lennie (AUS) |
| 11 juni 2001 16:30 |              | Senechal 2', 45' Tagawa 19', 64', 87' Bennett 51' |        | North Harbour Stadium, Auckland Toeschouwers: 300 Scheidsrechter: Edward Lennie (AUS) |

|                    |                                                                  |       |         |                                                                                         |
| 13 juni 2001 16:30 | Nieuw-Zeeland                                                    | 7 – 0 | Vanuatu | North Harbour Stadium, Auckland Toeschouwers: 1.500 Scheidsrechter: Leslie Irvine (NIR) |
| 13 juni 2001 16:30 | Coveny 2', 7', 30' Jackson 25' Lines 27' Burton 62' Vicelich 68' |       |         | North Harbour Stadium, Auckland Toeschouwers: 1.500 Scheidsrechter: Leslie Irvine (NIR) |

|                    |                                       |       |                  |                                                                                        |
| 13 juni 2001 16:30 | Tahiti                                | 2 – 0 | Salomonseilanden | North Harbour Stadium, Auckland Toeschouwers: 250 Scheidsrechter: Matthew Breeze (AUS) |
| 13 juni 2001 16:30 | Garcia 25' (pen.) Fatupua-Lecaill 77' |       |                  | North Harbour Stadium, Auckland Toeschouwers: 250 Scheidsrechter: Matthew Breeze (AUS) |

## Finale
|                    |               |                 |           |                                                                                             |
| 20 juni 2001 19:30 | Nieuw-Zeeland | 0 – 2           | Australië | WestpacTrust Stadium, Wellington Toeschouwers: 19.500 Scheidsrechter: Masayoshi Okada (JPN) |
| 20 juni 2001 19:30 |               | Emerton 5', 80' |           | WestpacTrust Stadium, Wellington Toeschouwers: 19.500 Scheidsrechter: Masayoshi Okada (JPN) |

|                    |                                        |                    |                   |                                                                                     |
| 24 juni 2001 15:00 | Australië                              | 4 – 1 (6 – 1 agg.) | Nieuw-Zeeland     | Stadium Australia, Sydney Toeschouwers: 41.976 Scheidsrechter: Kwon Jong-Chul (KOR) |
| 24 juni 2001 15:00 | Zdrilic 5', 82' Emerton 40' Aloisi 56' |                    | Coveny 44' (pen.) | Stadium Australia, Sydney Toeschouwers: 41.976 Scheidsrechter: Kwon Jong-Chul (KOR) |

Australië gaat naar de intercontinentale eindronde met een team van de CONMEBOL.

## Intercontinentale play-off
|                                 |                   |       |         |                                                                           |
| 20 november 2001 20:15 (UTC+13) | Australië         | 1 – 0 | Uruguay | MCG, Melbourne Toeschouwers: 84.656 Scheidsrechter: Graziano Cesari (ITA) |
| 20 november 2001 20:15 (UTC+13) | Muscat 78' (pen.) |       |         | MCG, Melbourne Toeschouwers: 84.656 Scheidsrechter: Graziano Cesari (ITA) |

|                                |                            |                    |           |                                                                                       |
| 25 november 2001 16:00 (UTC−3) | Uruguay                    | 3 – 0 (3 – 1 agg.) | Australië | Estadio Centenario, Montevideo Toeschouwers: 62.000 Scheidsrechter: Ali Bujsaim (UAE) |
| 25 november 2001 16:00 (UTC−3) | Silva 14' Morales 70', 90' |                    |           | Estadio Centenario, Montevideo Toeschouwers: 62.000 Scheidsrechter: Ali Bujsaim (UAE) |

Uruguay gekwalificeerd voor het hoofdtoernooi.